# Clypeosphaerulina
Clypeosphaerulina es un género de hongos de la clase Sordariomycetes. Se desconoce la relación de este taxón con otros taxones de la clase (incertae sedis). Es un género monotípico, que contiene la única especie Clypeosphaerulina vincae.